# Festival OTI de la Canción 1979
Het OTI Festival 1979 was de achtste editie van het OTI Festival, georganiseerd door de Organización de Televisión Iberoamericana. Het festival werd gepresenteerd door Eduardo Serrano & Carmen Victoria Pérez. Portugal en Guatemala keerden terug. Net zoals vorig jaar was het gastland niet de winnaar van het jaar ervoor.
Argentinië won met het lied Cuenta conmigo.
| Land                                                      | Artiest                      | Lied                     | Plaats |
| --------------------------------------------------------- | ---------------------------- | ------------------------ | ------ |
| Argentinië                                                | Daniel Riolobos              | Cuenta conmigo           | 1      |
| Venezuela                                                 | Delia Dorta                  | Cuando era niño          | 2      |
| Portugal                                                  | José Cid                     | Na cabana junto à praia  | 3      |
| Spanje                                                    | Rosa María Lobo              | Viviré                   | 4      |
| Puerto Rico                                               | Ednita Nazario               | Cadenas de fuego         | 5      |
| Brazilië                                                  | Miltinho                     | Conselho                 | 5      |
| Honduras                                                  | Gloria Janeth                | Hermano hispanoamericano | 7      |
| Mexico                                                    | Estela Nuñez                 | Vivir sin TI             |        |
| Nederlandse Antillen                                      | Don Ramón                    | Mi niño                  | 9      |
| Verenigde Staten                                          | Mario Alberto Milar          | Y una esperanza más      | 9      |
| Peru                                                      | José Escajadillo             | Benito Gazeta            | 11     |
| Guatemala                                                 | Luis Galich Porta y Pirámide | La mitad de mi naranja   | 12     |
| Panama                                                    | Tony Espino                  | Sueños                   | 13     |
| Chili                                                     | Patricia Maldonado           | La música                | 14     |
| Dominicaanse Republiek]                                   | Omar Franco                  | Mi mundo                 | 14     |
| El Salvador                                               | Andrés Valencia              | Niño, mi lindo niño      | 14     |
| Uruguay                                                   | Dolores                      | Vamos a dar amor         | 17     |
| Paraguay                                                  | Derlis Esteche               | La vida en mi canción    | 17     |
| Colombia                                                  | Paola                        | A cualquier hora         | 19     |
| Costa Rica                                                | Claudia                      | Vivamos hoy              | 19     |
| Ecuador                                                   | Miguel Angel Vergara         | Como tener tu cariño     | 21     |
| Gaststad: Teatro del Círculo Militar - Caracas, Venezuela |                              |                          |        |

1972 · 1973 · 1974 · 1975 · 1976 · 1977 · 1978 · 1979 · 1980 · 1981 · 1982 · 1983 · 1984 · 1985 · 1986 · 1987 · 1988 · 1989 · 1990 · 1991 · 1992 · 1993 · 1994 · 1995 · 1996 · 1997 · 1998 · 2000